# Grotella melanocrypta
Grotella melanocrypta là một loài bướm đêm thuộc chi Grotella, trong họ Noctuidae.Loài này được tìm thấy ở Bắc Mỹ, bao gồm Puebla, México, nơi đặc trưng của nó.